# Clovis Razafimalala
Clovis Razafimalala est un militant écologiste et un défenseur des droits de l'Homme malgache. Il est connu par ses luttes contre l'exploitation forestière illégale à Madagascar et la vente du bois de rose. Mongbay décrit Clovis Razafimalala comme étant le militant écologiste le plus connu. En 2018, il a reçu le prix allemand pour l'Afrique.

## Biographie
Clovis Razafimalala est un militant contre le trafic du bois de rose à Madagascar en 2009. Il a lancé une émission qui discutait de l'exploitation du bois de rose et du bois d'ébène  à la Radio2000, à Maroantsetra. Un mois après ladite émission, sa maison a été incendiée. Au milieu des années 2010, il a fondé l'association Lampogno MaMabaie qui se consacre à la protection de la nature via le parc national de Masoala et parc naturel de Makira. Clovis Razafimalala est également coordinateur régional de la coalition national de la défense de l'environnement. En 2016, il a été accusé d'avoir organisé un émeute après l'arrestation d'un exploitant de vanille et un défenseur des bois. Même s'il n'a pas été présent lors de ladite manifestation, il a été emprisonné pour ce crime,. En 2017, il a été condamné à une amende et à cinq and de prisonpour une incendie criminelle, mais il a été libéré sur parole.